# 荘姜
荘姜（そうきょう、生没年不詳）は、衛の荘公の正夫人。斉の荘公贖の娘で、太子得臣の同母妹にあたる。
『百美新詠図伝』では、中国歴朝で最も名高い美人百人に選ばれている。

## 生涯
容貌は美しく、衛の荘公にとついだが、男子が生まれなかった。衛の人は彼女に同情して「碩人」の詩を賦した。荘公はまた陳から夫人を迎え、厲嬀といった。厲嬀は孝伯を産んだが、孝伯は早逝した。厲嬀の妹の戴嬀が公子完（後の桓公）を生み、荘姜はこの子を自分の子として養育した。荘公と愛妾のあいだの子として公子州吁があり、荘公に可愛がられた。州吁は兵事を好んだが、荘公は止めなかったので、荘姜はこのことを憎んだ。紀元前735年、荘公は死去し、桓公が即位した。紀元前719年、公子州吁は桓公を殺害した。
『列女伝』によると、荘姜の守り役である傅母が彼女を諫めるために「碩人」の詩を作ったものという。